# Прогрес (антарктична станція)
Прогрес (рос. Прогресс) — радянська, нині російська антарктична наукова станція, відкрита 1 квітня 1988 року, перенесена на нове місце 26 лютого 1989 року.

## Розташування
Станція розташована на східному березі бухти Тюленя. Будівлі розміщені між пагорбами Ласерман берегом затоки Прюдс на висоті 15,5 м над рівнем моря.
Поблизу берега розміщується велика кількість скелястих островів висотою до 60 м. На відстані 5,8 км від станції на поверхні льодового щита діє аеродром.